# Родерік навмання
«Родерік навмання» (англ. Roderick at Random) — роман Джона Слайдека, опублікований у 1983 році. Це продовження «Родеріка, або Виховання молодої машини» (1980); обидва романи були перевидані разом у 2001 році як «Повний Родерік» (The Complete Roderick).

## Короткий зміст сюжету
«Родерік навмання» — це роман, у якому робот Родерік намагається навчитися бути людиною.

## Рецензії
Дейв Ленґфорд написав рецензію на «Родеріка навмання» для White Dwarf № 39 і заявив, що "перша варта уваги фантастика, яка з'явилася в 1983 році, — це "Родерік навмання «Джона Сладека […] Сатира Слайдека безжальна, весело вказуючи на те, що люди вважають за краще не думати про вони самі, запрограмовані газетами, транквілізаторами, модою на їжу чи культами, стаючи набагато більш передбачуваними та менш раціональними, ніж бідолашний Родерік. Сумно, але недалеко від правди».
Дейвід Прінґл написав рецензію на «Родерік навмання» для журналу Imagine і заявив, що «Слайдек створює божевільний, продажний, веселий світ. А сам Родерік прекрасний, святий».

## Відгуки
- Огляд Фарена Міллера (1983) у Locus, № 268, травень 1983
- Огляд Черрі Вайлдер (1983) у Foundation, № 29 листопада 1983
- Рецензія Дейвіда Прінґла (1985) у журналі Наукова фантастика: 100 найкращих романів.
- Огляд Л. Дж. Герста (1990) у Vector 157